# Kretuono ežeras ir jo apylinkės
Kretuono ežeras ir jo apylinkės este o arie protejată (arie specială de conservare — SAC, sit de importanță comunitară — SCI) din Lituania întinsă pe o suprafață de 1.972,29 ha, integral pe uscat.

## Localizare
Centrul sitului Kretuono ežeras ir jo apylinkės este situat la coordonatele 55°14′52″N 26°05′01″E / 55.2478°N 26.0836°E.

## Înființare
Situl Kretuono ežeras ir jo apylinkės a fost declarat sit de importanță comunitară în iunie 2005 pentru a proteja 4 specii de animale. Situl a fost protejat și ca arie specială de conservare în august 2020.

## Biodiversitate
Situată în ecoregiunea boreală, aria protejată conține 5 habitate naturale: Formațiuni ierboase bogate în specii de Nardus, dezvoltate pe substraturi silicioase în zone montane (și în zone submontane, în Europa continentală), Pajiști fino-scandinave uscate până la mezice, bogate în specii de altitudine mică, Pajiști cu Molinia pe soluri calcaroase, turboase sau argilos-nămoloase (Molinion caeruleae), Fânețe de joasă altitudine (Alopecurus pratensis, Sanguisorba officinalis), Păduri caducifoliate de mlaștină fino-scandinave.
La baza desemnării sitului se află mai multe specii protejate:
- mamifere (1): vidră de râu (Lutra lutra)
- nevertebrate (3): fluturele auriu (Euphydryas aurinia), libelule (Leucorrhinia pectoralis), fluturele purpuriu (Lycaena dispar)

Pe lângă speciile protejate, pe teritoriul sitului au mai fost identificate 2 specii de plante, 40 de specii de păsări, 2 specii de mamifere, 1 specie de nevertebrate.